# ミハイル・ミジンツェフ
ミハイル・エフゲニエヴィチ・ミジンツェフ（ロシア語: Михаил Евгеньевич Мизинцев、1962年9月10日 - ）は、ロシアの陸軍軍人。階級は大将。2022年9月24日以降、兵站を監督する国防次官を務めた後、2023年4月30日に次官を解任。同年5月よりワグネル・グループの副司令官に務める。それ以前はロシア国家防衛管理センターを率いていた。
「マリウポリの虐殺者」と一部で呼ばれているミジンツェフはマリウポリ包囲戦でロシア軍を指揮した。その中では市民への攻撃が複数回起こった（マリウポリ市の劇場や病院への爆撃が含まれ、どちらも戦争犯罪と広く見なされている）。

## 軍歴
ミジンツェフはソビエト連邦時代の1980年に軍属しての経歴を開始し、ソ連崩壊後もロシア陸軍で軍務に服した。

### シリア内戦
ミジンツェフはシリア内戦におけるロシアの軍事介入（アレッポの戦いなど）の中で空爆作戦を画策したといわれている。ミジンツェフはアレッポを壊滅させた残虐な空爆作戦を取り決めたとして非難された。

### ロシア・ウクライナ戦
2022年ロシアのウクライナ侵攻において、ミジンツェフはマリウポリ包囲戦でロシア軍を率いた。伝えられるところによると、包囲戦の指示に関して個人としての役割を果たした。ミジンツェフは、ウクライナの人権弁護士オレクサンドラ・マトヴィーチュクと含む複数の人々によって戦争犯罪で非難された。マトヴィーチュクは、ミジンツェフがデン・ハーグの国際司法裁判所において戦争犯罪について責任を取らされなければならない、と述べた。
ミジンツェフはこれらの批判を否認し、「ひどい人道主義的大惨事」を招いたのはウクライナ軍の責任であるとした。ミジンツェフはアゾフ大隊が劇場や病院内部に隠れていたと非難し、マリウポリで投降したものには誰でも「安全な退出」を認めたと主張した。ミジンツェフのこれらの主張は複数の情報源によって反論されている。これらの情報源では避難民が攻撃され、ろ過収容所に送られた、と強く主張されている。
2022年9月24日、ミジンツェフはドミートリー・ブルガコフの後任としてロシア国防次官に任命された。2023年4月30日に次官を解任された。
2023年5月よりワグネル・グループの副司令官に就任。

## 制裁
2022年3月31日、イギリス外務大臣リズ・トラスは、ミジンツェフがイギリスの制裁リストに加わったと発表した。